# Bulletin des annonces légales obligatoires
« BALO » redirige ici. Pour les autres significations, voir Balo.
Le Bulletin des annonces légales obligatoires (BALO) est une publication éditée par la Direction de l'information légale et administrative dans le cadre de sa mission de contribuer à garantir la transparence de la vie économique et financière. Le BALO a été créé (juste avant le BODACC), par la loi du 30 janvier 1907 qui dispose dans son article 3 que « l'émission, l'exposition, la mise en vente, l'introduction sur le marché en France d'actions, d'obligations ou de titres […]) devront faire insérer dans un bulletin annexe au Journal officiel une notice ».
Ce bulletin recense les informations légales des sociétés faisant publiquement appel à l'épargne et des établissements bancaires ou de crédit. On y trouve notamment la publicité des comptes annuels, des opérations financières et les convocations aux assemblées générales. Jusqu'à une date récente, le BALO intégrait également le Bulletin officiel de l'Autorité des marchés financiers. Le périmètre des obligations de publicité au BALO a été redéfini par les décrets du 13 mars 2008 et du 17 novembre 2009. 
Depuis 2005, cette publication, dont la périodicité est fixée à trois éditions par semaine (lundi, mercredi et vendredi), est exclusivement électronique (de l'acquisition à la diffusion des données).